# Patrick Döring

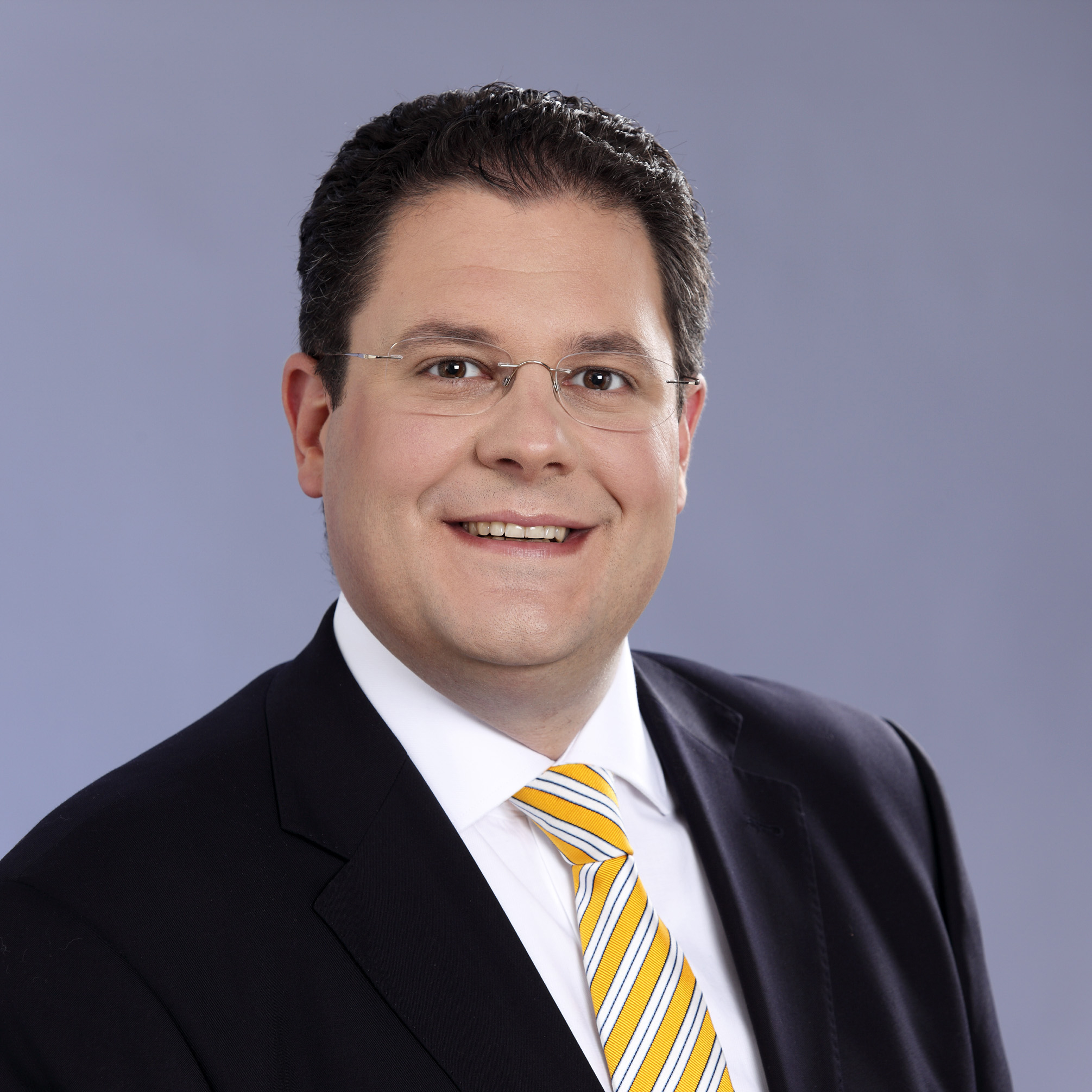
Patrick Döring (2009)

Patrick Döring (* 6. Mai 1973 in Stade) ist ein deutscher Versicherungsunternehmer und Politiker (FDP). Er war von 2012 bis 2013 Generalsekretär seiner Partei. Nach dem schlechten Abschneiden der FDP bei der Bundestagswahl 2013 kündigte Döring am 26. September 2013 seinen Rückzug aus der Bundespolitik an. Seit 1. Juli 2020 ist er Vorstandsvorsitzender der „Wertgarantie“, für die er seit 1996 tätig ist.

## Biographie

### Ausbildung und Beruf
Döring wuchs in Himmelpforten auf. Seine Eltern waren im Einzelhandel selbständig. Nach dem Abitur 1992 am Gymnasium Warstade in Hemmoor absolvierte Döring ein Studium der Wirtschaftswissenschaften an der Universität Hannover, welches er 1997 als Diplom-Ökonom beendete. Seit 1996 ist Döring für das Versicherungsunternehmen „Wertgarantie“ tätig, bei dem er seit 1. Juli 2020 Vorstandsvorsitzender ist.

### Politische Laufbahn
Döring wurde als Schüler 1991 Mitglied der FDP und der Jungen Liberalen. Von 1994 bis 1997 war er stellvertretender Bundesvorsitzender der Jungen Liberalen. Von 1997 bis 2001 war Döring Kreisvorsitzender der FDP in Stade und von 2004 bis 2006 stellvertretender Bezirksvorsitzender der FDP Hannover/Hildesheim. Seit 1996 gehört er dem FDP-Landesvorstand, seit 2000 dem geschäftsführenden Landesvorstand der FDP Niedersachsen an. Von 2009 bis 2013 war Patrick Döring Mitglied des FDP-Bundesvorstandes. Nachdem er seit 2011 Schatzmeister war, wurde er im April 2012 auf dem Bundesparteitag in Karlsruhe zum Generalsekretär gewählt; er folgte dem im Dezember 2011 zurückgetretenen Christian Lindner in dieser Funktion.
Von 2001 bis 2006 war Döring Mitglied im Rat der Stadt Hannover und hier ab 2002 Vorsitzender der FDP-Fraktion. Im Jahr 2005 zog er dann über die Landesliste Niedersachsen in den Bundestag ein und wurde 2009 erneut zum Mitglied des Bundestages gewählt. Hier war er bis 2012 Sprecher der FDP-Bundestagsfraktion für Verkehr und von 2010 bis zum Ausscheiden der FDP nach der Bundestagswahl 2013 stellvertretender Fraktionsvorsitzender. Bei der Bundestagswahl 2017 trat er nicht wieder an.
Seit seinem Rückzug aus der Bundes- und Spitzenpolitik ist er ehrenamtlich in der hannoverschen Kommunalpolitik tätig: 2017 wurde er Ratsherr der Stadt Hannover, außerdem ist er Vorsitzender des FDP-Stadtverbands Hannover.
Döring ist Mitglied im Schaumburger Kreis, einem Zusammenschluss des liberal-konservativen Wirtschaftsflügels in der FDP.

### Nebentätigkeiten
Seit 2002 gehört Döring dem Vorstand der Agila Haustierversicherung AG sowie seit 2010 dem Aufsichtsrat der Deutsche Bahn AG an. Von 2005 bis zum 31. Dezember 2011 war er Mitglied im Vorstand der Wertgarantie Technische Versicherung AG. Er ist Mitglied im Aufsichtsrat der VIFG Verkehrsinfrastrukturfinanzierungsgesellschaft mbH sowie Mitglied im Beirat der Deutsche Flugsicherung GmbH (Langen). Bis zum 17. Juli 2011 war er Mitglied im Verwaltungsrat der WEGE RE s. a., Luxemburg. Mit Einnahmen von insgesamt 184.500 Euro zwischen 2009 und 2012 zählte Döring zu den zehn Bundestagsabgeordneten mit dem höchsten Nebenverdienst.

## Kontroversen
Döring äußerte im März 2012 in einer Talkshow, das Menschenbild der Piratenpartei sei „so stark von der Tyrannei der Masse“ geprägt, dass „ich mir das als Liberaler nicht wünsche, dass dieses Politikbild sich durchsetzt“. Einige Twitter-Nutzer und Politiker der Piratenpartei zeigten sich daraufhin empört. Bernd Schlömer (damals Piraten, heute FDP) sagte, er habe „selten einen derartigen rhetorischen Fehlgriff in der politischen Diskussion um direkte Partizipation erlebt“.